# Dicaelotus albicinctus
Dicaelotus albicinctus là một loài tò vò trong họ Ichneumonidae.